# Calanthe vestita
Calanthe vestita  es una especie de orquídea de hábito terrestre originaria  de Asia. 

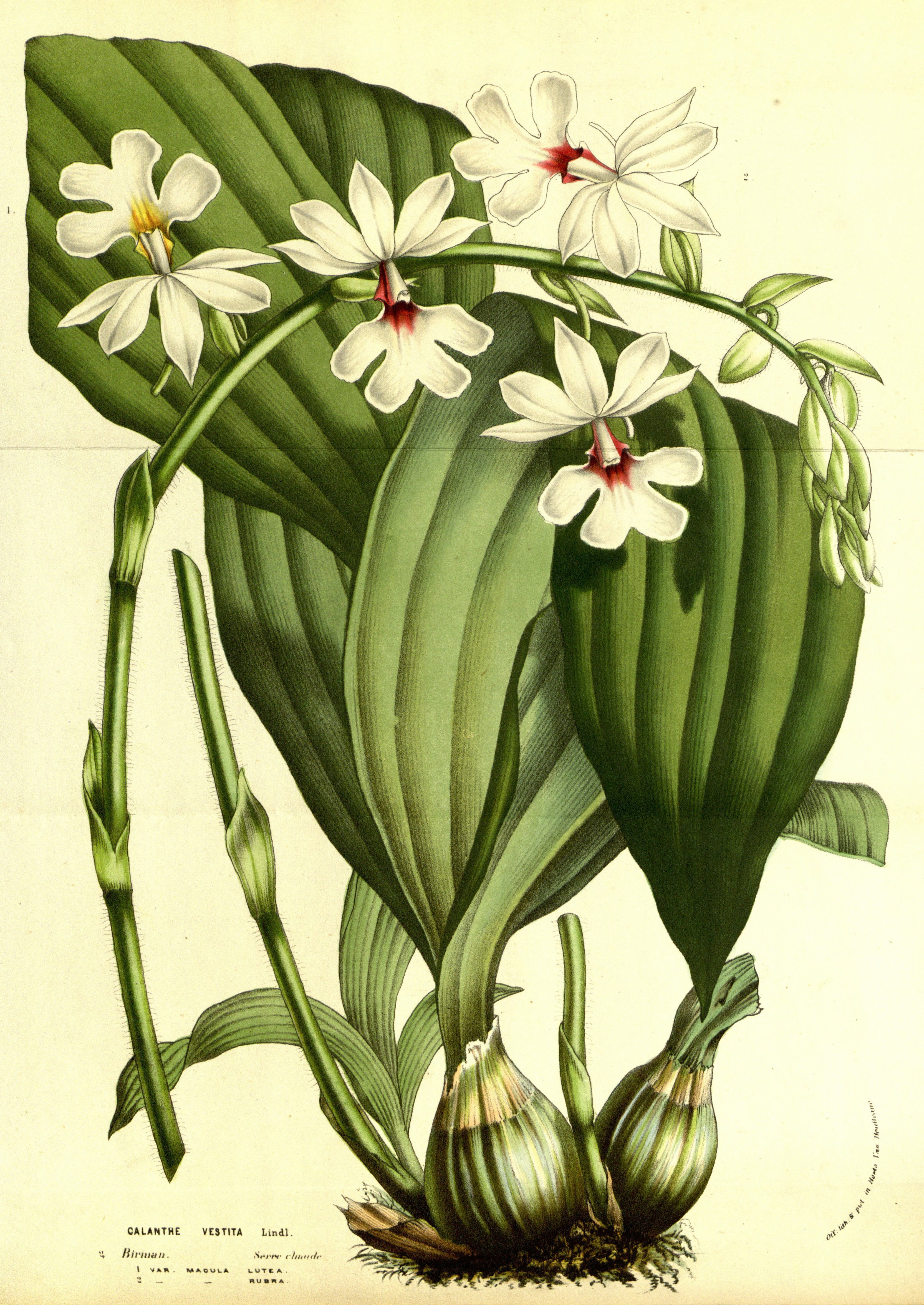
Ilustración

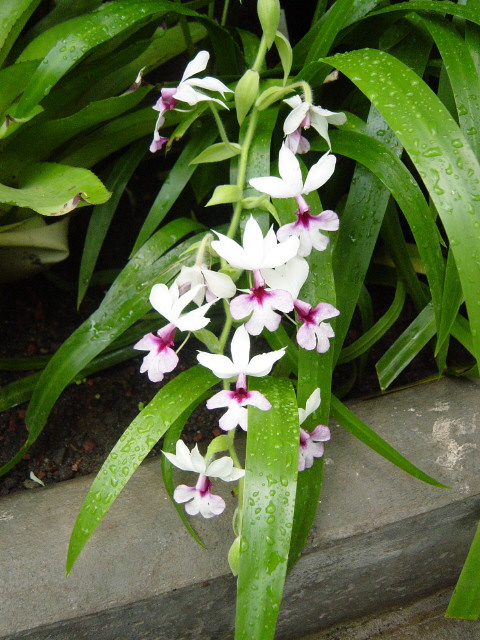
Vista de la planta en su hábitat

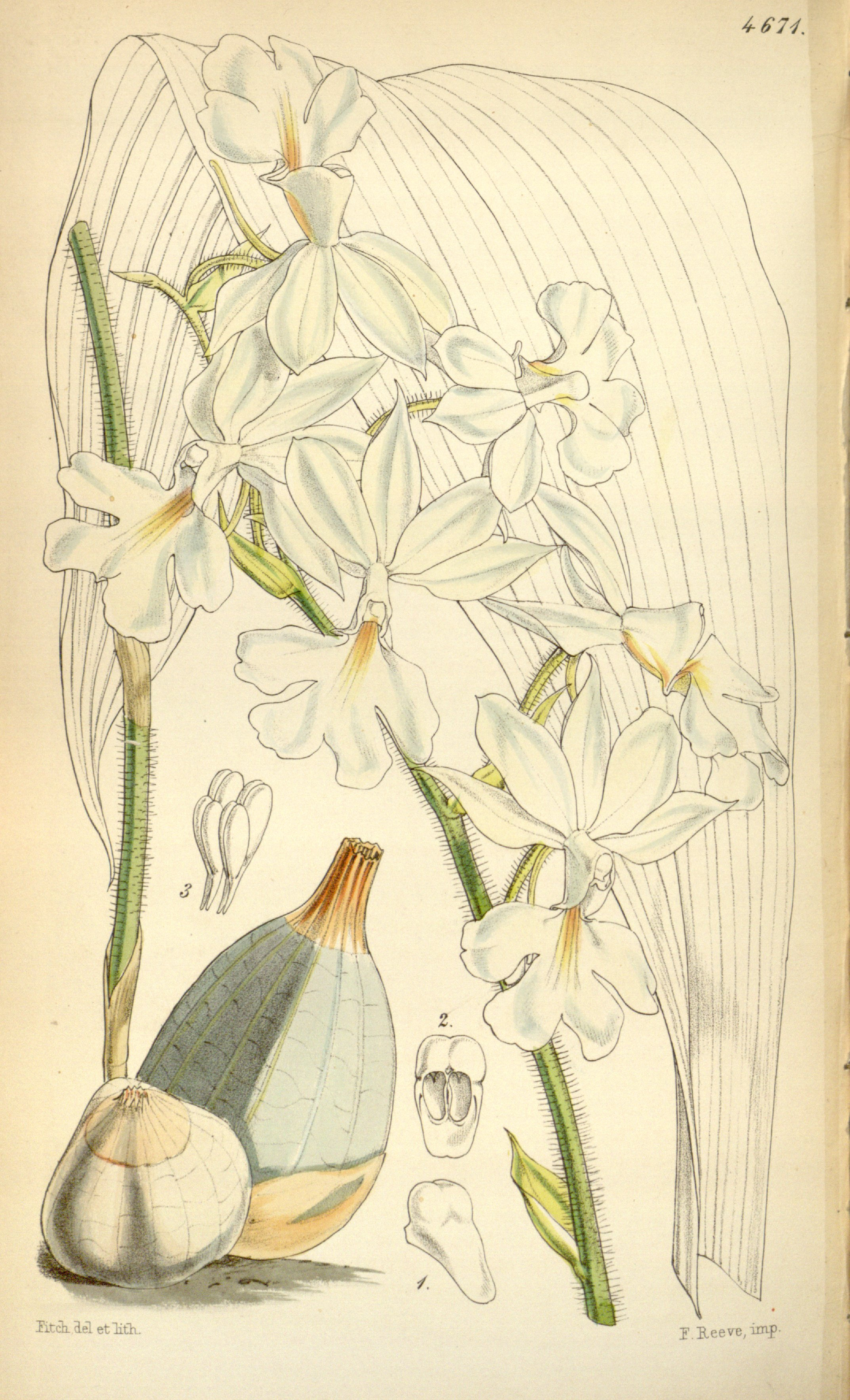
Ilustración

## Descripción
Es una orquídea de tamaño pequeño a mediano, con creciente hábito terrestre con pseudobulbos subcónicos bruscamente en ángulo, pálido grises verdosos que llevan hojas lanceoladas, acuminadas, acanaladas prominente por debajo, hojas caducas que se estrechan basalmente en un peciolo canalizado. Florece en el invierno en una inflorescencia basal, de 90 cm  de largo, con 6 a 15 flores, inflorescencia racemosa con el pedúnculo pubérulo y las brácteas, ovado-lanceoladas, de textura frágil, las flores de larga vida surgen  antes que las hojas. Esta especie terrestre necesita un descanso de invierno más seco en el que las hojas amarillas y se caen, y luego, después de que la planta ha florecido, esperar a que el nuevo crecimiento aparezca para reanudar el riego.

## Distribución y hábitat
Se encuentra en Birmania, Vietnam, Tailandia, Malasia, Sumatra, Borneo y Sulawesi en los bosques con suelos de piedra caliza y en los bosques de montaña a altitudes de 600 a 1000 metros.

## Taxonomía
Calanthe vestita fue descrita por Wall. ex Lindl. y publicado en The Genera and Species of Orchidaceous Plants 250. 1833.
Etimología
Ver: Calanthe
vestita epíteto latíno que significa "vestida".
Sinonimia
- Alismorchis vestita (Lindl.) Kuntze
- Alismorkis vestita (Wall. ex Lindl.) Kuntze
- Amblyglottis pilosa de Vriese ex Lindl.
- Calanthe augusti-reigneri auct.
- Calanthe melinosema Schltr.
- Calanthe padangensis Schltr. ex Mansf.
- Calanthe pilosa (de Vriese ex Lindl.) Miq.
- Calanthe regnieri Rchb.f.
- Calanthe turneri Rchb.f.
- Cytheris griffithii Wight
- Phaius vestitus (Wall. ex Lindl.) Rchb.f.
- Preptanthe vestita (Wall. ex Lindl.) Rchb.f.[1][3][4]